# Josh Hawley
Joshua David Hawley, född 31 december 1979 i  Springdale, Arkansas, är en amerikansk jurist, lektor och republikansk politiker. Han blev ledamot av USA:s senat 2019.
Josh Hawley är son till bankanställde Ronald och läraren Virginia Hawley. Han växte upp i Missouri och i studerade vid Stanford University, där han 2002 avlade en kandidatexamen i historia och undervisade under ett års tid vid St Paul's School i London i Storbritannien. Därefter utbildade han sig till jurist vid Yale University, med examen 2006. Under tiden vid Yale arbetade han för Yale University Press och skrev bland annat biografin Theodore Roosevelt: Preacher of Righteousness om president Theodore Roosevelt. Han anställdes som notarie (law clerk), bland annat hos John Roberts i högsta domstolen. Han arbetade därefter som advokat vid advokatbyrån Hogan Lovells i Washington, D.C.
År 2011 flyttade Hawley till Missouri för att undervisa i konstitutionell rätt vid University of Missouri Law School. Han  Vid lärosätet är även hans fru Erin Morrow verksam som professor i juridik. Paret träffades under tiden Hawley var verksam som notarie efter examen.

## Politisk karriär
Hawley är medlem i det republikanska partiet. Han valdes till delstaten Missouris justitieminister 2016. I mellanårsvalet 2018 vann Hawley över den sittande senatorn Claire McCaskill (demokrat)
I samband med sammanställningen av elektorsröster på federal nivå i USA:s kongress den 6 januari 2021 utmärkte sig Josh Hawley, som en av de ledande republikanska "invändarna" ("objectionists") i Senaten. Den dagen sammanträdde kongressen i en gemensam sittning på eftermiddagen, då sessionen avbröts av anhängare till den sittande presidenten Donald Trump. Kongressledamöterna och vicepresidenten Mike Pence som var sammanträdesordförande, fick omedelbart evakueras till säkra lokaler på icke angivet ställe. Före räkningen av elektorsröster, inför vilken Hawley hade offentligt tillkännagivit att han avsåg att inlämna invändningar, hälsade han demonstranter och upprorsmakare med knytnävsgester när han promenerade förbi utanför Kapitolium.
Efter kongressens återupptagande av elektorssammanställningen, och efter återställandet av ordningen efter stormningen av Kapitolium, ändrade omkring 14 republikanska "invändare" i Senaten sitt agerande, men Josh Hawley utmärkte sig som en av sex som fortsatte demonstrera i syfte att upphäva Joe Bidens valseger. Han hävdade utan evidens att valfunktionärer i Pennsylvania hade brutit mot denna delstats vallagar. Båda senatorerna från Pennsylvania, inklusive republikanen Pat Toomey, avvisade dessa invändningar och Senaten avvisade den vid efterföljande omröstning med siffrorna 93–6 respektive 92–7. Josh Hawleys demonstration fick bland annat till följd att förlaget Simon & Schuster ställde in publiceringen av Hawleys annonserade bok The Tyranny of Big Tech med motiveringen att förlaget "inte kunde stödja senator Hawley efter hans medverkan i vad som blev ett farligt hot".
Av 100 senatorer röstade 95 ja för Sveriges och Finlands NATO-ansökan varav en enda, Josh Hawley, röstade nej.